# Magnet
Magnet (7 червня 1970, Берген) — псевдонім норвезького співака, поета та композитора Евена Югансена.

## Біографія
Евен Югансен народився 7 червня 1970 року в місті Бергені, Норвегія. Він також деякий час жив у Локербі та Дамфрісі в Шотландії.
З дитинства був оточений музичним середовищем: його старші брати грали в різних музичних коллективах, а батько виступав як джазовий музикант. Сам він почав грати на гітарі ще з дитинства, потім співпрацював із норвезькими музичними гуртами Libido та Chocolate Overdose, де виступав як соліст та автор пісень.
Під час своєї роботи з гуртом Libido він написав серію пісень, що не підходили для цієї групи. Весною 2001 року Евен об'єднав ці пісні в єдиний альбом Quiet & Still та випустив під своїм справжнім ім'ям. Наступні його альбоми On Your Side (2003) та The Tourniquet (2005) вийшли вже під псевдонімом Magnet. У 2005 році його кавер-версія пісні Lay Lady Lay Боба Ділана та дует з ірландською співачкою Ґеммою Хайєс звучали в американському фільмі «Містер і місіс Сміт» У 2006 році Magnet створив чотири пісні для саундтреку гри Dreamfall: The Longest Journey.

## Дискографія

### Альбоми
- Quiet & Still (10 жовтня 2000, — Норвегія) (15 травня 2001 — США)
- On Your Side (23 червня 2003, — Норвегія) (7 липня 2003, — Велика Британія) (28 вересня 2004, — США)
- The Tourniquet (30 травня 2005 — Норвегія) (22 серпня 2005, — Велика Британія) (14 лютого 2006, — США)
- The Simple Life (26 березня 2007, — Норвегія) (18 вересня 2007, — США) (24 березня 2008, — Велика Британія)

### Сингли
- Where Happiness Lives (3 червня 2002)
- Chasing Dreams (23 вересня 2002)
- The Day We Left Town (21 квітня 2003)
- Last Day of Summer (24 листопада 2003)
- Lay Lady Lay (22 березня 2004)
- On Your Side Companion (2 листопада 2004)
- Minus (29 листопада 2004)
- Hold On (15 серпня 2005)
- Fall At Your Feet (5 грудня 2005)
- Dreamfall: The Longest Journey Soundtrack (5 квітня 2006) [1]
- Lonely No More (2 червня 2008)